# ДНК-лігаза
ДНК-ліга́за (КФ 6.5.1.1) — фермент класу лігаз, що з'єднує разом дволанцюжкові молекули ДНК, що мають дволанцюжкові розриви (розрив в обох ланцюжках ДНК). Одноланцюжкові розриви є значно менш небезпечними пошкодженнями і легко виправляються ДНК-полімеразою, використовуючи комплементарний ланцюжок як шаблон, але вони також вимагають ДНК-лігази для створення останнього фосфодіестерного зв'язку, щоб повністю відновити ДНК.
У живих клітинах ДНК-лігаза залучена як до процесу репарації, так і реплікації ДНК. Крім того, ДНК-лігаза широко застосовується в дослідженнях із молекулярної біології та роботах із генної інженерії для молекулярного клонування.
У людини є 3 гени, що кодують ДНК-лігази:
- LIG1
- LIG3
- LIG4